# Vonones pelaezi
Vonones pelaezi is een hooiwagen uit de familie Cosmetidae.